# Замок Циезар
Замок Циезар (нем. Burg Ziesar) — одна из немногих сохранившихся резиденций Бранденбургских епископов, расположен на южной окраине Циезара, на восточном берегу Кобер-Бах.

## История
Циезар впервые упоминается в учредительных документах Бранденбургского епископства 948 года, король Оттон I Великий передал новообразовавшейся епархии Циезаре и Прицербе с окружающими их землями. Возникновение замка связывают с епископом Болдуином (1205—1216), который в 1213 году начал строительство кирпичного замка на болоте к югу от Циезаре. В дальнейшем основная резиденция Бранденбургских епископов менялась между Бранденбургом-на-Хафеле, Циезаре и Прицербе.
При епископе Людвиге Найндорфе замок, расположенный на главном торговом пути и стратегически важном тракте Бранденбург—Магдебург, расширился и с 1327 года стал постоянной резиденцией епископов и административным центром епархии. Дитрих IV Штехов, епископ Бранденбургский с 1459 по 1472 годы, начал реконструкцию замка: в 1470 году была достроена и освящена часовня святых Петра и Павла, жилые здания были перестроены под замковые постройки.
Первый епископ-протестант Матиас фон Ягов (с 1526 по 1544 годы) примерно в 1535 повесил свою епископскую шапку на донжон, как знак церковного суверенитета над замком. В 1539 году курфюрст Бранденбурга Иоахим II Гогенцоллерн поддержал проходящую реформацию, и в 1560 году замок Циезар и большая часть церковного имущества епископства в процессе секуляризации были переданы курфюрсту. Замок перешёл в государственную собственность Циезара и служил местом содержания вдов семьи курфюрста.
С 1691 года, после издания курфюрстом Фридрихом Вильгельмом I «Потсдамского эдикта» в 1685 году, замок был отдан для содержания беженцев-гугенотов (кальвинисты) из Франции. Так, например, чтобы использовать помещение замковой часовни для своих нужд, гугеноты побелили стены, непреднамеренно сохранив уникальную средневековую роспись на протяжении веков. После Прусской унии в 1817 году гугеноты смогли вернуться на родину, и с 1830 года замок использовался местной церковью Святого Креста, а часовня долгое время использовалась как складское помещение.
В 1819 году замок Циезар был продан частным владельцам. В 1829 году были снесены все старые и повреждённые строения и здания внешнего двора (бейли), кроме так называемой башни Аиста (нем. Storchenturm) XV века и участка с боковым входом во двор. В 1917 году замок со всеми прилегающими землями был выкуплен членом военного совета Паулем Шнайдером (нем. Paul Schneider), который устроил там усадьбу. В 1945 году она была экспроприирована Советской военной администрацией под сельскохозяйственные нужды. В послевоенное время в замке размещались беженцы, с 1952 часовня была открыта для католической общины, а с 1955 по 1993 годы в зданиях замка размещалась школа-интернат (под эгидой местной средней школы Циезара). В связи с тем, что масштабные ремонтные работы за это время не проводились, состояние замка и связанных с ним объектов пришло в запустение. Интернат был закрыт уже после Мирной революции в ГДР, а замок перешёл под управление местной администрации.
В период с 2002 по 2008 годы были проведены обширные реставрационные работы замка, в ходе которых в часовне под слоем извести была обнаружена средневековая роспись. 13 мая 2005 года в замке был открыт музей культурной истории средневековья и Бранденбургских марки и церкви. Помимо музея на территории замка находятся специализированная библиотека истории церкви.

## Сооружения
- Каменная Крепость, расположенная на холме в юго-восточной части комплекса.
- Трёхэтажный кирпичный дворец, расположенный справа от часовни. После реконструкции в 1728 году внешний фасад был сделан барочным.
- Башня Аиста — средневековая крепостная башня из кирпича, расположена примерно в 30 метрах от прохода во внутренний двор из парка, окружающего замок. Башня построена в XV веке и является последней сохранившейся частью внешнего двора (бейли). По легенде подвал именно этой башни с 1413 по 1416 годы был тюрьмой для рыцаря Яспера из Путлиц (нем. Jaspar Gans Edler Herr zu Putlitz)[1].
- Скульптуры стражников-хранителей работы Александра Каландрелли. В 1920-е годы Пауль Шнайдер приобрёл четыре таких скульптуры для своей усадьбы и разместил их у входа в замок. В настоящее время остались всего два стражника: один перед главными воротами под хорами часовни, второй возле башни Аиста.
- Административное здание в южной части комплекса, где размещается администрация. Здание было отремонтировано, к нему было пристроено современное южное крыло.
- Часовня святых Петра и Павла в левой части комплекса, над главным входом во двор. Построена в готическом стиле из красного кирпича. Является действующей католической церковью и используется для регулярных служб.